# Закон хіральної чистоти
Закон хіральної чистоти Л. Пастера — жива речовина складається з хірально чистих структур. Хіральність, або хіральна чистота, — наявність виключно об'єктів, несумісних зі своїм дзеркальним відображенням (типу правої і лівої руки, звідки і походження терміна: грец. χέρι — хіра — «рука»). Білки живого побудовані тільки з «лівих» (поляризують світло вліво) амінокислот, нуклеїнові кислоти складені виключно з цукрів, що поляризують світло вправо, і т. д. Синтетично такі речовини отримати дуже важко. Речовини небіогенного походження хірально симетричні — «лівих» і «правих» молекул в них порівну.
Хіральна чистота зумовлює специфіку живого, незвідність його до неживого і практичну неможливість отримання живого з неживого в сучасних умовах Землі. Для цієї планети виникнення життя — унікальний, катастрофічний процес.. Закон хіральної чистоти і той факт, що синтезувати хірально чисті речовини в лабораторних умовах можливо лише за допомогою дуже складних методик асиметричного синтезу, роблять безглуздими спекулятивні міркування про відсутність граней між неживим і живим. Штучне конструювання живого, якщо говорити про природу Землі, практично нездійсненне. Разом з тим, хіральна асиметричність, властива всьому живому, об'єктивно вказує на його фізико-хімічну єдність, що й відображає закон фізико-хімічної єдності живої речовини В. І. Вернадського: все живе речовина Землі фізико-хімічно єдине.
Цей закон не виключає кількісної біогеохімічної специфіки видів живого, навіть статевих і вікових, можливо індивідуальних хімічних і фізичних відмінностей у тканин організмів.
Підтримання хіральної чистоти неможливо без витрат енергії. Розрахунки для середньої клітини при оцінці енергетичної вартості іонної асиметрії, показують, що енергетична вартість її хіральної чистоти становить близько 7х10−13 Дж. Дивно, що дві основні асиметрії, характерні для живих систем, оцінюються з енергетичної точки зору практично однаково. Це наводить на думку, що в ході добіологічної еволюції вони виникли в результаті процесів однієї природи і в одному і тому ж місці. Де могло бути це місце і які саме процеси призвели до виникнення цих асиметрій?
Ймовірним кандидатом на роль реактора, в якому з'явилися протоклітини, яким в певній мірі притаманні зазначені асиметрії, є нерівноважна поверхня океану. Це зумовлено її унікальними властивостями.